# Каменка (Кировоградская область)
Ка́менка (укр. Кам'янка) — село в Новомиргородской городской общине Новоукраинского района Кировоградской области Украины.
До 2020 года входило в Новомиргородский район
Село расположено на реке Большая Высь вблизи водохранилища площадью 221,8 га. Водохранилище — место отдыха населения окрестных сел и Новомиргорода.
Расстояние до Новомиргорода — 7 км (около 11 км по автодороге Т 1201).
Неподалёку от Каменки расположен небольшой лесной массив — Каменский лес.
Население по переписи 2001 года составляло 748 человек. Почтовый индекс — 26032. Телефонный код — 5256. Код КОАТУУ — 3523882901.